# 園子溫
園子溫（日语：／ Sono Shion，1961年12月18日—），出生於日本愛知縣豐川市，日本電影導演、編劇兼詩人。
17歲開始創作現代詩，作品曾刊載於《現代詩手帖》等藝文雜誌。曾就讀法政大學文學部，但中途退學，其後投身電影製作。其電影以血腥、暴力及色情題材著稱，在國際影展中屢獲殊榮，代表作包括《紀子出租中》（2006年）、《愛的曝光》（2008年）及《冰冷熱帶魚》（2011年）。其中2013年的《一代電影粉皮》是除了園子溫過往擁有的題材，也加入了喜劇元素，是一部黑色喜劇。

## 经历
1961年生于爱知县丰川市。
17岁时作为诗人登场。诗歌在《尤里卡》和《現代詩手帖》中陆续出版，被称为“穿着蓝色牛仔裤的朔太郎”。 进入法政大学后，他从事8mm电影的制作。
2011年10月23日與演員神樂坂惠結婚，妻子後來參演他多部電影作品。
2019年2月7日，患心肌梗塞，被送往医院进行紧急手术。 同月21日出院。 6月25日，他参加了“ Netflix原创电影节”，并在病后首次公开露面。
2022年4月6日，雜誌《週刊女性》公開兩名受害女子指控園子溫的內容，包括他利用自己導演的權力及地位，透過試鏡性侵多名女演員，又或是強姦未遂等。

## 作品

### 电视剧
- 2006年：《時效警察》
- 2007年：《時效警察歸來》
- 2013年：《我们都是超能者！》
- 2017年：《東京吸血鬼旅館》

### 電影
- 我是園子溫!（1985年）
- 男之花道（1987年）
- 自転車吐息（1990年）
- 部屋 THE ROOM（1994年）
- BAD FILM（1995年）
- 桂子ですけど（1997年）
- 男痕 -THE MAN-（1998年）
- 0cm4（1999年）
- うつしみ（1999年）
- 性戯の達人 女体壺さぐり（2000年）
- 自殺俱樂部（2002年）
- ノーパンツ・ガールズ 大人になったら（2004年）
- 夢の中へ（2005年）
- 奇異人生馬戲團（Strange Circus 奇妙なサーカス，2005年）
- 紀子出租中（2006年）
- 気球クラブ、その後（2006年）
- ハザード（2006年）
- 美髮屍（2007年）
- 愛的曝光（愛のむきだし，2008年）
- ちゃんと伝える（2009年）
- 冰冷熱帶魚（冷たい熱帯魚，2011年）
- 恋之罪（2011年）
- 不道德的秘密（ヒミズ，2012年）
- 希望之國（希望の国，2012年）
- 地獄開麥拉（地獄でなぜ悪い，2013年9月上映[2][3]）
- 東京暴走族 TOKYO TRIBE（2014年）
- 新宿天鵝（2015年）
- 悄然之星（日语：ひそひそ星）（2015年）
- 真實魔鬼遊戲（2015年）
- LOVE&PEACE（2015年）
- 我們都是超能者！電影版 （2015年）
- 不是色情電影（日语：アンチポルノ）（2017年）
- クソ野郎と美しき世界「ピアニストを撃つな！」（2018年4月6日）
- 在無愛之森放聲吶喊（2019年10月11日、Netflix）
- 鬼域囚徒 （2021年）

### 書籍
- 『自殺サークル 完全版』（2002年4月 河出書房新社 / 2013年9月 河出文庫）
- 『夢の中へ』（2005年 幻冬舎）
- 『愛のむきだし』（2008年12月 小学館 / 2012年1月 小学館文庫）
- 『希望の国』（2012年9月 リトルモア）
- 『非道に生きる』（2012年10月 朝日出版社）
- 『けもの道を笑って歩け』（2013年9月 ぱる出版）
- 『毛深い闇』（2014年6月 河出書房新社）
- 『受け入れない』（2015年6月 中経出版）

## 外部連結
- 公式ウェブサイト （日語）
- 園子温在互联网电影资料库（IMDb）上的資料（英文）
- 维基共享资源上的相關多媒體資源：園子溫